# Мемориальный комплекс «Вечность»
Мемориальный комплекс «Вечность» (рум. Complexul Memorial „Eternitate”) — памятник героям Великой Отечественной войны, расположенный в Кишинёве на улице П. Халиппа (бывшая улица Маршала Малиновского). Установлен в память о советских солдатах, погибшим во время Ясско-Кишинёвской операции.

## Описание
Мемориальный комплекс представляет собой пирамиду из пяти 25-метровых стилизованных каменных штыков, символизирующих пять лет Великой Отечественной войны. В центральной части монумента горит вечный огонь. Автор мемориального комплекса — архитектор А. А. Минаев. Исполнители барельефов скульпторы — А. Майко и И. Понятовский. К композиции прилегает аллея с шестью барельефами, изображающими основные этапы войны. Общая площадь комплекса составляет 20 гектаров. Охрану памятника обеспечивает Рота почётного караула, смена караула происходит ежечасно.
Комплекс был торжественно открыт 9 мая 1975 года по случаю 30-летия Победы в Великой Отечественной войне. До распада СССР был известен как Мемориал Победы. 24 августа 2006 года, к 62-й годовщине начала Яссо-Кишинёвской операции, монумент был торжественно открыт после очередной реставрации.
С 2007 года, по словам главы пресс-службы Правительства Молдавии Даниэла Водэ, мемориальный комплекс «Вечность» находился в управлении правительства, а ремонтно-эксплуатационные работы (в том числе поддержание Вечного огня) проводились за счёт бюджета Министерства обороны Молдавии. 18 апреля 2024 года мэр Кишинёва Ион Чебан сообщил, что комплекс перешёл в собственность мэрии Кишинёва. По оценке Чебана, мемориал «Вечность», как и многие другие памятники, находится в запустении, однако мэрия займётся его модернизацией и реставрацией.
1 августа 2016 года Центробанк России выпустил памятную монету достоинством пять российских рублей из серии «Города – столицы государств, освобожденные советскими войсками от немецко-фашистских захватчиков», на которой был изображён мемориальный комплекс с подписью «Кишинёв. 24 АВГУСТА 1944 г.». Всего было отчеканено 2 миллиона таких монет.

## Галерея

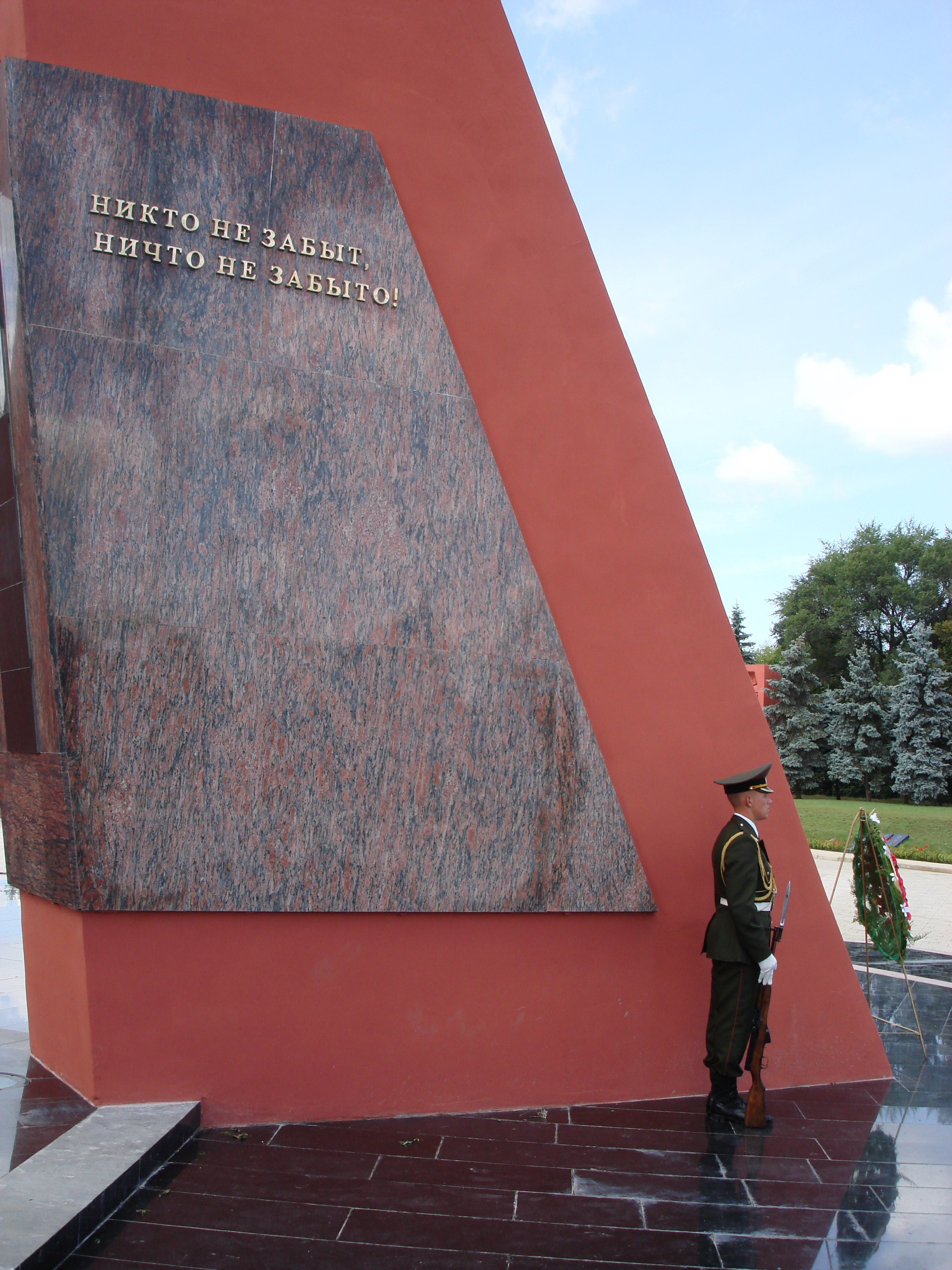
Солдат Роты почётного караула
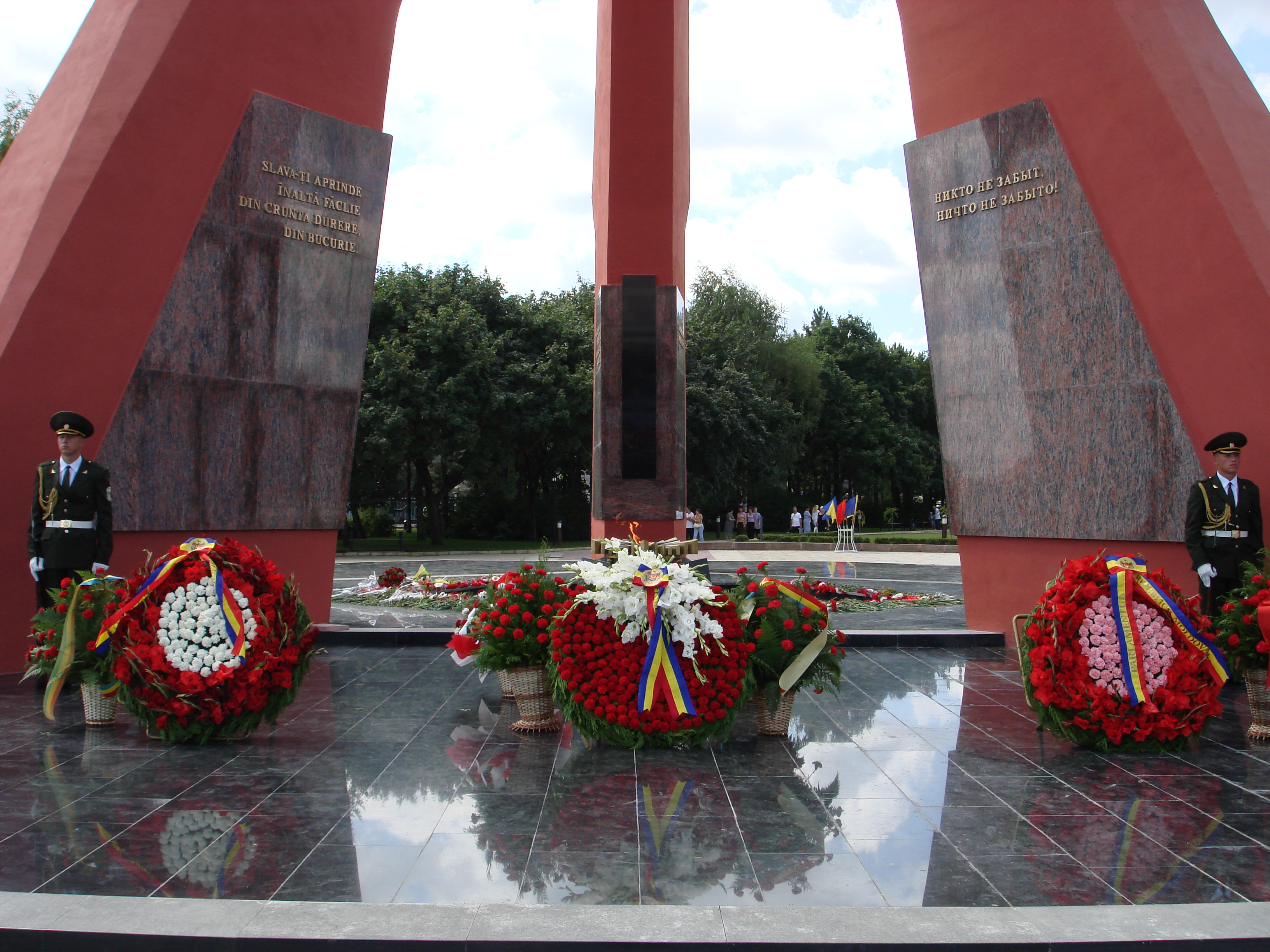
Возложенные к монументу венки
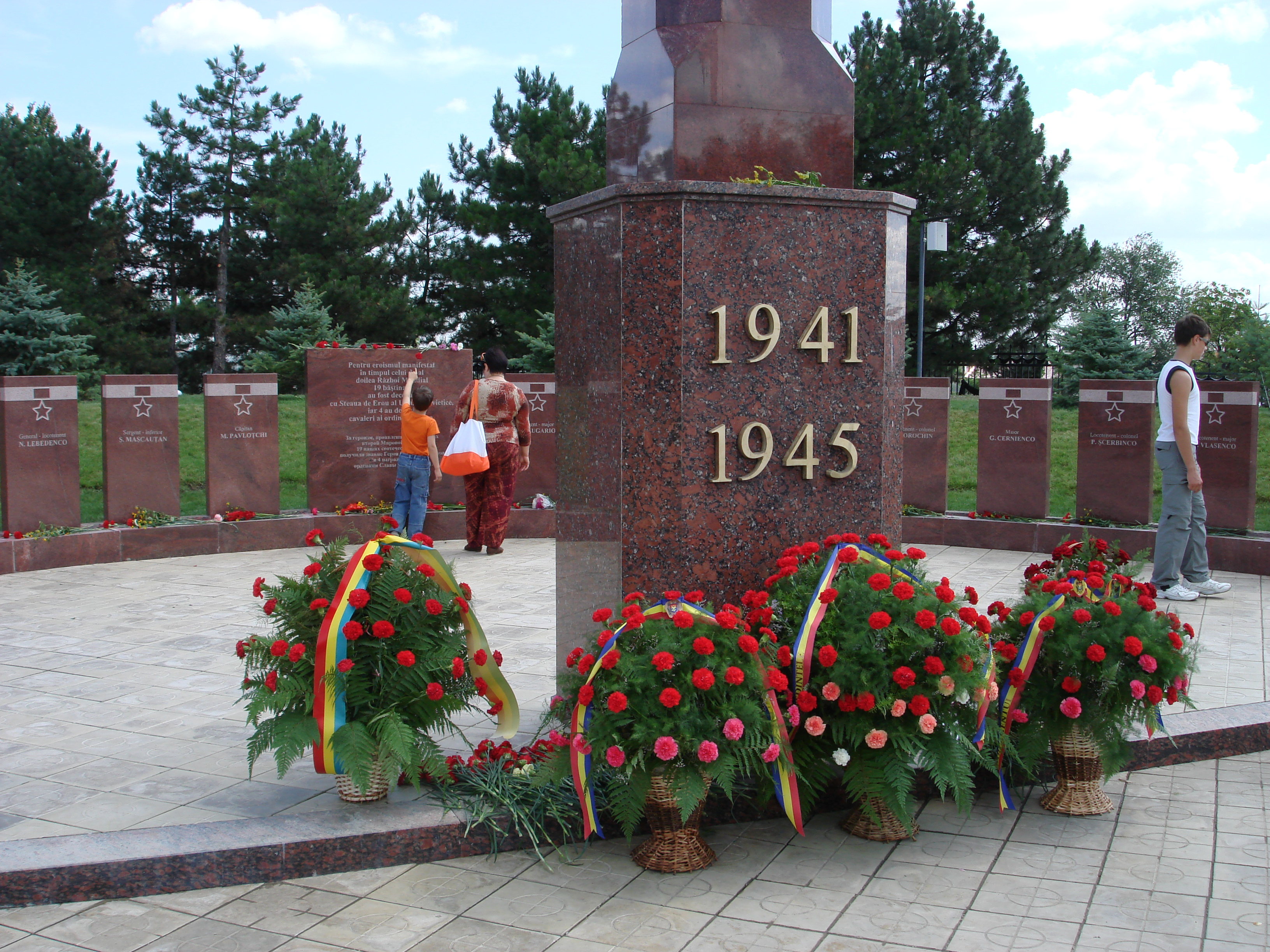
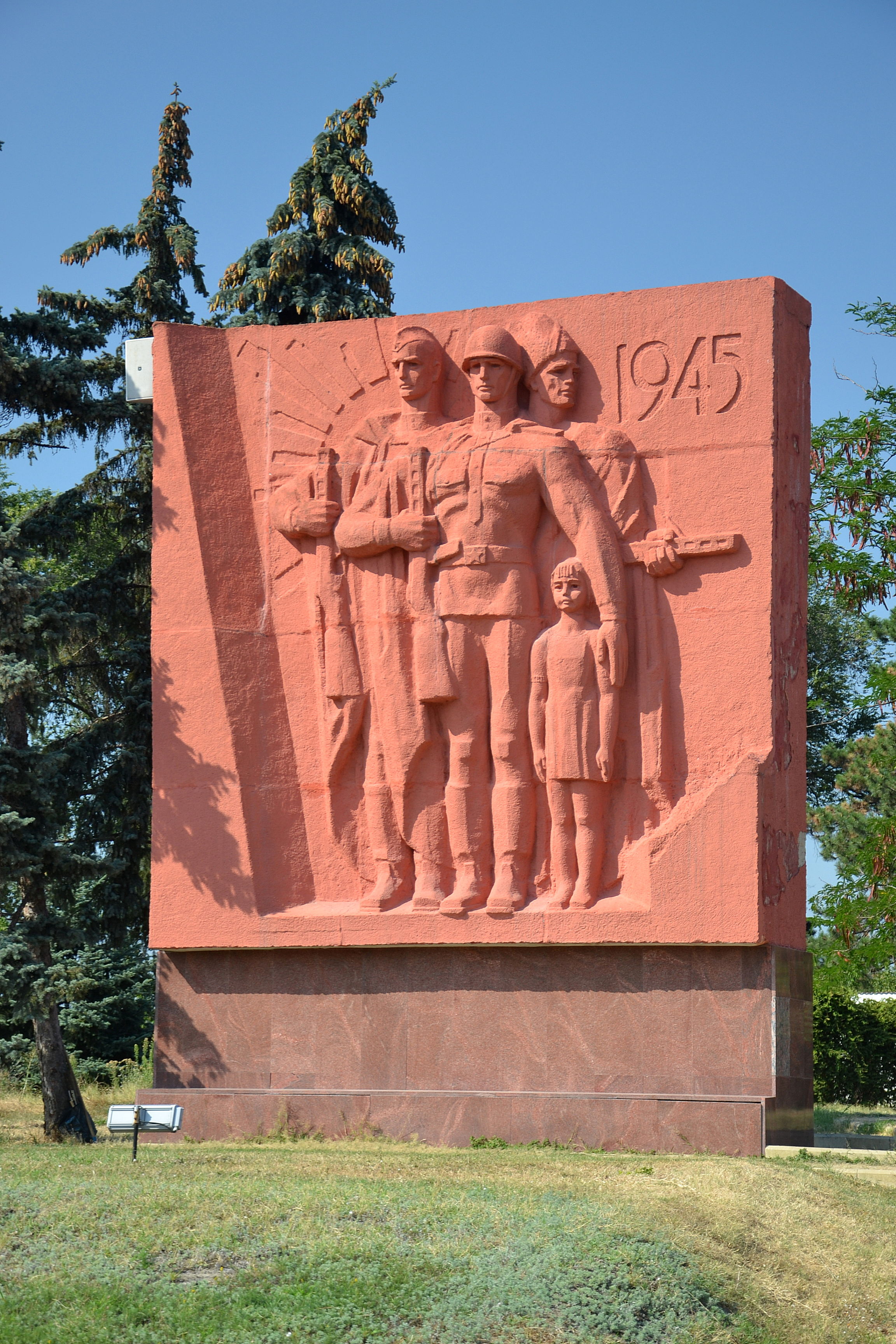
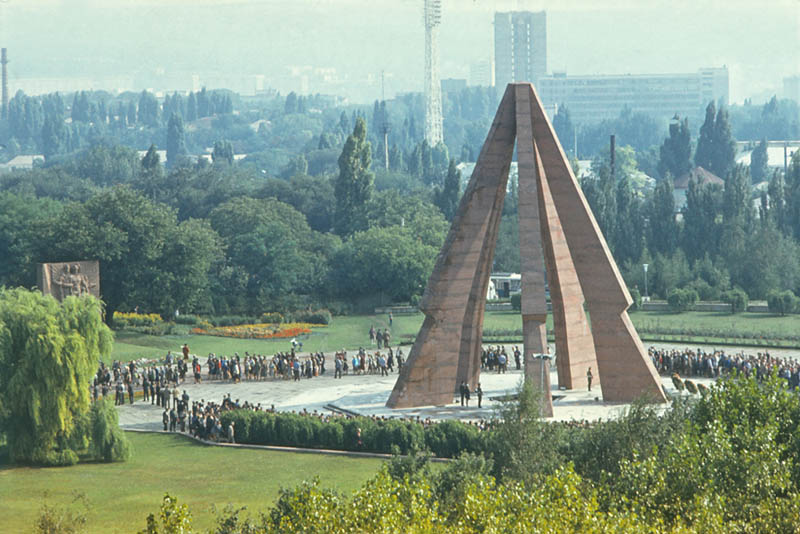
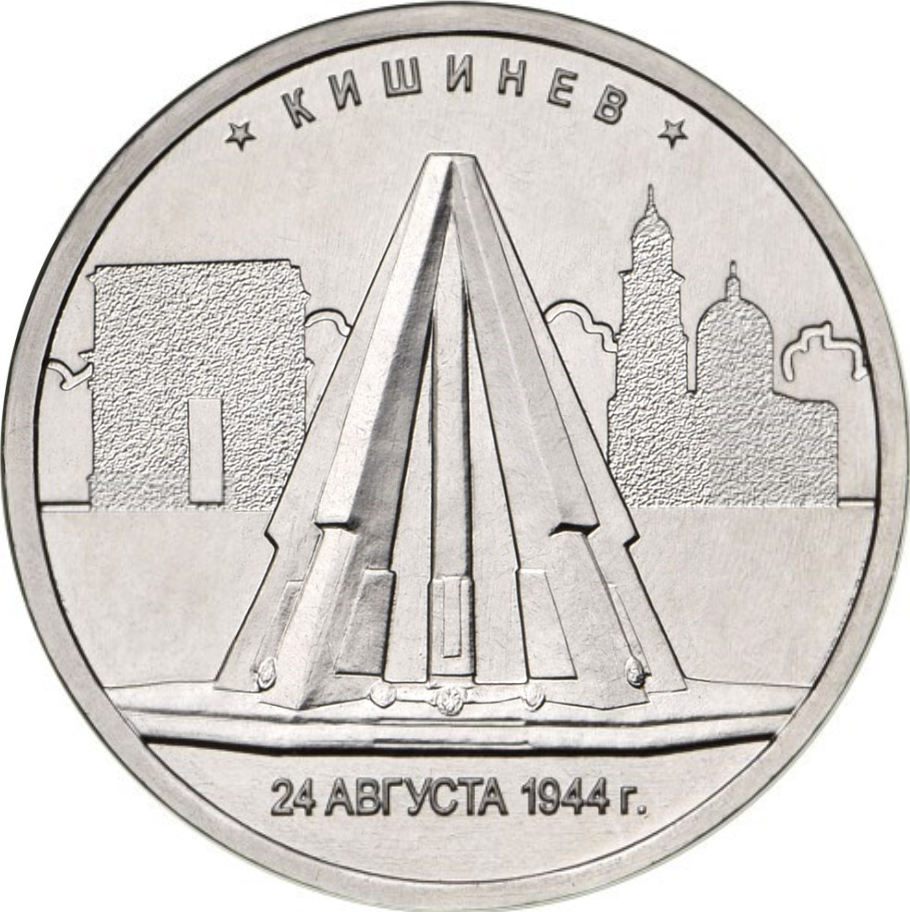
Монумент на памятной монете 2016 года. Серия «Города – столицы государств, освобожденные советскими войсками от немецко-фашистских захватчиков»
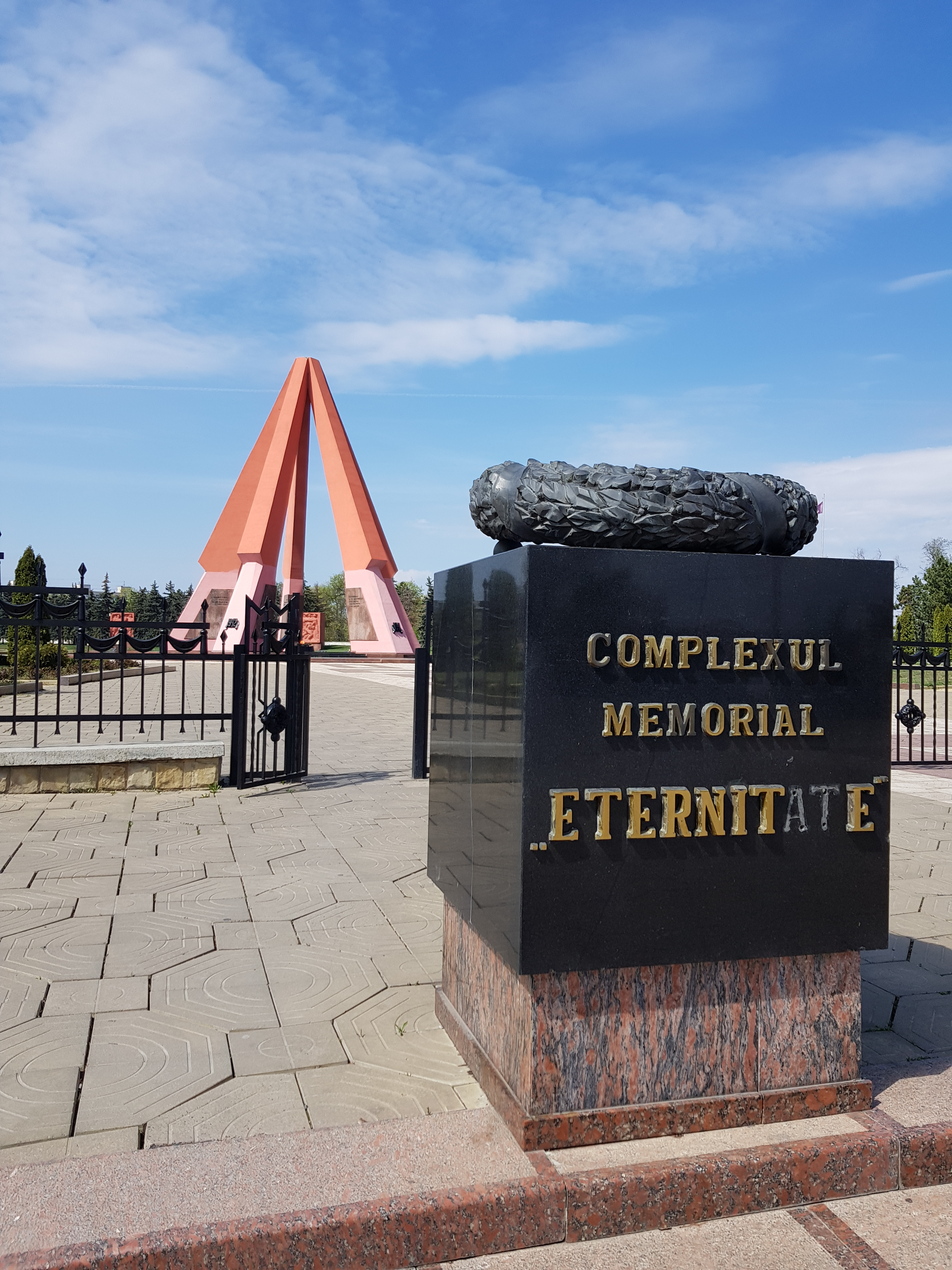
Вход